# Joseph Josse Vandertaelen
Joseph Josse Vandertaelen (Tienen, 5 april 1766 - Leuven, 18 december 1819) was een Zuid-Nederlands arts en hoogleraar.

## Levensloop
Vandertaelen was een zoon van de Tiense arts Pierre Josse Vandertaelen (1733-1768) en van Catherine Sweerts (1740-1804). Hij trouwde in 1799 met Marie-Josèphe Seny (1774-1854) en ze kregen zes kinderen.
Hij promoveerde tot licentiaat in de geneeskunde en werd hoogleraar aan de Universiteit van Leuven tot deze in 1797 opgeheven werd.
In 1817 aanvaardde hij opnieuw het hoogleraarschap, ditmaal bij de Rijksuniversiteit Leuven. Twee jaar later overleed hij.
Van zijn vijf zoons waren er minstens drie die een universitair diploma behaalden:
- Pierre-Joseph (°1800), die vrederechter werd,
- Pierre-Hubert (°1801), die arts werd,
- Auguste (°1805), die tot doctor in de rechten promoveerde.

Zoon Constant Vandertaelen (1803-1856) werd handelaar en gemeenteraadslid in Leuven.